# Оберто II
Оберто II д’Эсте (итал. Oberto II d’Este, лат. Otbertus II; ок. 960—1014) — итальянский князь из рода Обертенгов, граф Луни, маркграф Милана, Генуи и Боббио, сын Оберто I. Предок по прямой мужской линии княжеских родов Эсте, Вельфы, Паллавичино, Кавалькабо, Маласпина.
В 975 году унаследовал от отца обширные земли в северной части Апеннинского полуострова.
В 1002 году вместе с сыновьями поддержал своего зятя Ардуина Иврейского, претендента на трон короля Италии. Император Священной Римской империи Генрих II в 1004 году подавил восстание, после чего Оберто II какое-то время провёл в заключении и лишился большей части владений.
Незадолго до смерти Оберто II помирился с императором.
Жена — Райленда, дочь графа Рипранда, вдова Зигфрида, графа Сеприо. Дети:
- Гуго (ум. 1037), маркграф Милана, граф Генуи.
- Альберто Аццо I (ок. 970 — ок. 1029), маркграф, граф Луни, Тортоны, Генуи и Милана.
- Берта (ум. 29 декабря 1037), муж (ок. 1000) — маркграф Ардуин Иврейский (ум. 1015).
- Адальберт IV (ум. после 1031), маркграф.
- Берта (ок. 997 — 29 декабря 1037/1040), муж (1014) — Манфред Одальрик, маркиз Сузы и Турина.
- Оберто (Обиццо), маркграф Восточной Лигурии.